# 전택부
전택부(全澤鳧, 1915년 2월 12일 ~ 2008년 10월 21일)는 대한민국의 종교인이며, 사회기관단체인이다.
함경남도 문천에서 태어났다. 1941년에 일본 신학교를 중퇴하였다. 1952년에는 월간 잡지 《새벗》, 1954년에는 《사상계》의 주간으로 일했으며, 1957년부터 20여 년간 서울 기독교 청년회에서 총무 등 여러 중요 직책을 맡았다. 이 밖에 한글 전용, 국어순화 운동, 교남 소망의 집, 정립회관 운영위원장 등을 역임하였으며, 장애인을 위한 사회운동, 방송심의위원, 지역감정 해소 국민 운동 등 여러 방면에 걸쳐 많은 활동을 하였다. 

## 방송 출연작
- KBS 《사랑방 중계》

## 저서
- 《씨알머리 없는 세상》(범우사, 1995)
- 《자화상을 그리듯이》1ㆍ2ㆍ3권(범우사, 2004)
- 《양화진 선교사 열전》(홍성사, 2005)
- 《한글의 성서적 의미》(땅에쓰신글씨, 2005)
- 《월남 이상재 선생의 생애와 사상》(연세대학교 출판부, 2002)
- 《한류는 바람을 타고 한글은 쌍두마차를 타고》(예영,2007년)

## 같이 보기
- 함석헌